# Academia da Polícia Civil do Estado da Bahia

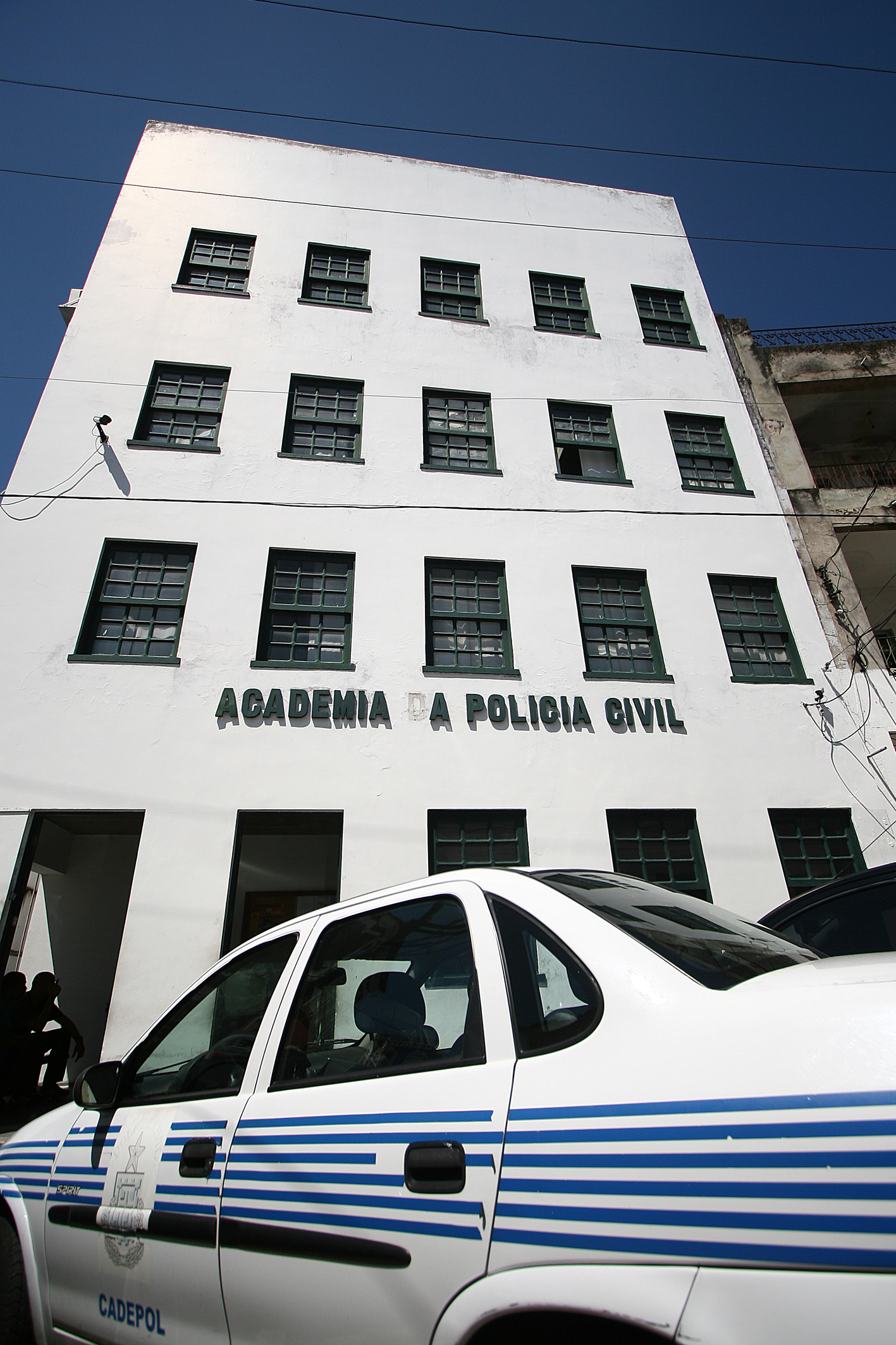
Fachada do prédio da ACADEPOL.

A Academia da Polícia Civil do Estado da Bahia (ACADEPOL) é o órgão da Polícia Civil do Estado da Bahia ao qual compete a formação profissional dos quadros da instituição, bem como, nos termos do Decreto nº 8.572, de 27 de junho de 2003, o aperfeiçoamento dos recursos humanos do Sistema Policial Civil.